# Ulf Rittinghaus
Ulf Rittinghaus (* 19. Mai 1956 in Hemer, Westfalen) ist ein deutscher Unternehmer.

## Leben
Er trat 1985 in die Geschäftsleitung des Familienbetriebs Ernst Rittinghaus GmbH & Co. KG in Hemer im Sauerland, eines Gießereibetriebes ein. Von 1989 bis 1994 war er bei Hengste + Eckardt GmbH beschäftigt. Mit seinem Bruder kaufte er 1993 von der Treuhandanstalt den ehemaligen VEB Sachsenring in Zwickau, Hersteller des (Trabant). Das Unternehmen entwickelte sich von 30 Mio. (1994) auf 750 Mio. (2001) Umsatz. Dabei gelangen zwei erfolgreiche Börsengänge, die das Wachstum finanziell beförderten. Die Belegschaft wuchs von 350 (1994) auf 2500 Mitarbeiter in 2001. Im Mai 2002 trat Rittinghaus von seinem Posten zurück. Kurz darauf stellten seine Nachfolger Insolvenzantrag.
Von 1998 bis 2010 war er zudem Gründungsgesellschafter der WMP Eurocom AG. Daneben hatte er Positionen in Aufsichts- und Beiräten verschiedener Unternehmen und Banken inne.

## Auszeichnungen
- 1998: Unternehmer des Jahres/ Entrepreneur des Jahres – Ernst & Young[1]